# IC 1921
IC 1921 је појединачна звијезда у сазвјежђу Часовник која се налази на листи објеката дубоког неба у Индекс каталогу.
Деклинација објекта је - 50° 41' 54" а ректасцензија 3h 24m 42,0s. IC 1921 је још познат и под ознакама ESO 200-?12.